# Przełęcz Jahna
Przełęcz Jahna (norw. Jahnskardet) - przełęcz na południowym Spitsbergenie, między Górą Jahna a Gullichsenfjellet. Nazwana na cześć polskiego glacjologa Alfreda Jahna.